# Мал-Біджар
Мал-Біджар (перс. مال بيجار) — село в Ірані, у дегестані Баз-Кія-Ґураб, у Центральному бахші, шагрестані Ляхіджан остану Ґілян. За даними перепису 2006 року, його населення становило 158 осіб, що проживали у складі 42 сімей.

## Клімат
Середня річна температура становить 14,70 °C, середня максимальна – 28,50 °C, а середня мінімальна – 0,32 °C. Середня річна кількість опадів – 1169 мм.
| Клімат поселення                              | Клімат поселення | Клімат поселення | Клімат поселення | Клімат поселення | Клімат поселення | Клімат поселення | Клімат поселення | Клімат поселення | Клімат поселення | Клімат поселення | Клімат поселення | Клімат поселення | Клімат поселення |
| Показник                                      | Січ.             | Лют.             | Бер.             | Квіт.            | Трав.            | Черв.            | Лип.             | Серп.            | Вер.             | Жовт.            | Лист.            | Груд.            |                  |
| Середній максимум, °C                         | 9,09             | 9,42             | 11,96            | 17,90            | 21,84            | 25,61            | 28,50            | 28,24            | 25,36            | 21,16            | 16,61            | 12,42            |                  |
| Середня температура, °C                       | 4,71             | 5,04             | 7,56             | 13,50            | 17,46            | 21,22            | 24,27            | 24,01            | 21,12            | 16,92            | 12,38            | 8,18             |                  |
| Середній мінімум, °C                          | 0,32             | 0,67             | 3,18             | 9,13             | 13,08            | 16,84            | 20,03            | 19,77            | 16,89            | 12,68            | 8,13             | 3,95             |                  |
| Норма опадів, мм                              | 113              | 93               | 86               | 45               | 46               | 33               | 33               | 62               | 134              | 210              | 173              | 141              |                  |
| Середньомісячна швидкість вітру, м/с          | 2.39             | 2.50             | 2.50             | 2.40             | 2.40             | 2.63             | 2.62             | 2.30             | 2.16             | 2.09             | 2.10             | 2.10             |                  |
| Середньомісячна сонячна радіація, кДж/м²·день | 6977             | 9089             | 11024            | 15519            | 19711            | 21681            | 22167            | 18746            | 15368            | 10815            | 8670             | 6646             |                  |
| --------------------------------------------- | ---------------- | ---------------- | ---------------- | ---------------- | ---------------- | ---------------- | ---------------- | ---------------- | ---------------- | ---------------- | ---------------- | ---------------- | ---------------- |
| Джерело:                                      |                  |                  |                  |                  |                  |                  |                  |                  |                  |                  |                  |                  |                  |